# Lubicz (gmina)
Lubicz est une gmina rurale du powiat de Toruń, Couïavie-Poméranie, dans le centre-nord de la Pologne. Son siège est le village de Lubicz, qui se situe environ 11 km à l'est de Toruń.
La gmina couvre une superficie de 106,03 km2 pour une population de 16 930 habitants.

## Géographie
La gmina est bordée par la ville de Toruń et les gminy de Ciechocin, Kowalewo Pomorskie, Łysomice, Obrowo et Wielka Nieszawka.

## Histoire
La municipalité a adopté le 30 décembre 2004 un arrêt donnant le nom d'Obi-Wan Kenobi à une rue du village de Grabowiec. L'orthographe présentée est la forme au génitif, ul. étant l'abréviation de ulica (rue) ; le tout signifie donc « Rue de Obi-Wan Kenobi »